# 石塘咀
石塘咀（英語：或，亦作石塘嘴）位於堅尼地城以東，香港大學以北，西營盤以西，即由西祥街／西祥街北至水街，屬香港香港島中西區的地區。

## 歷史

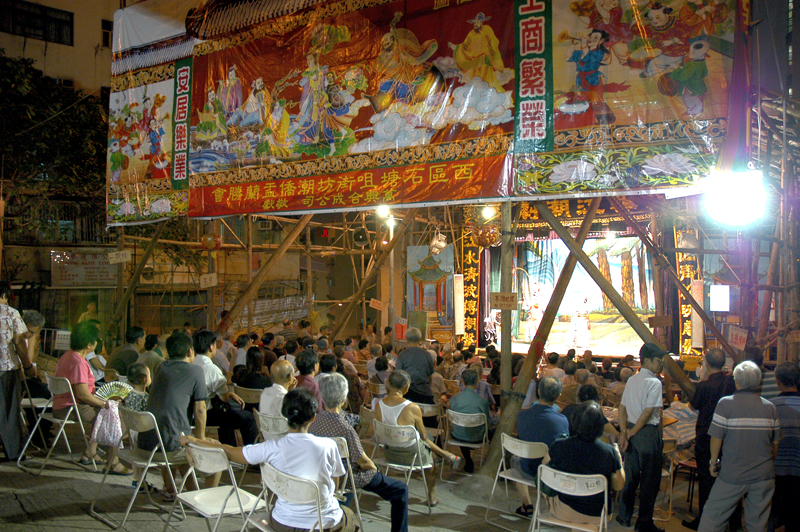
每年盂蘭節，西環山道天橋下有潮僑搭臨時戲棚，上演神功戲

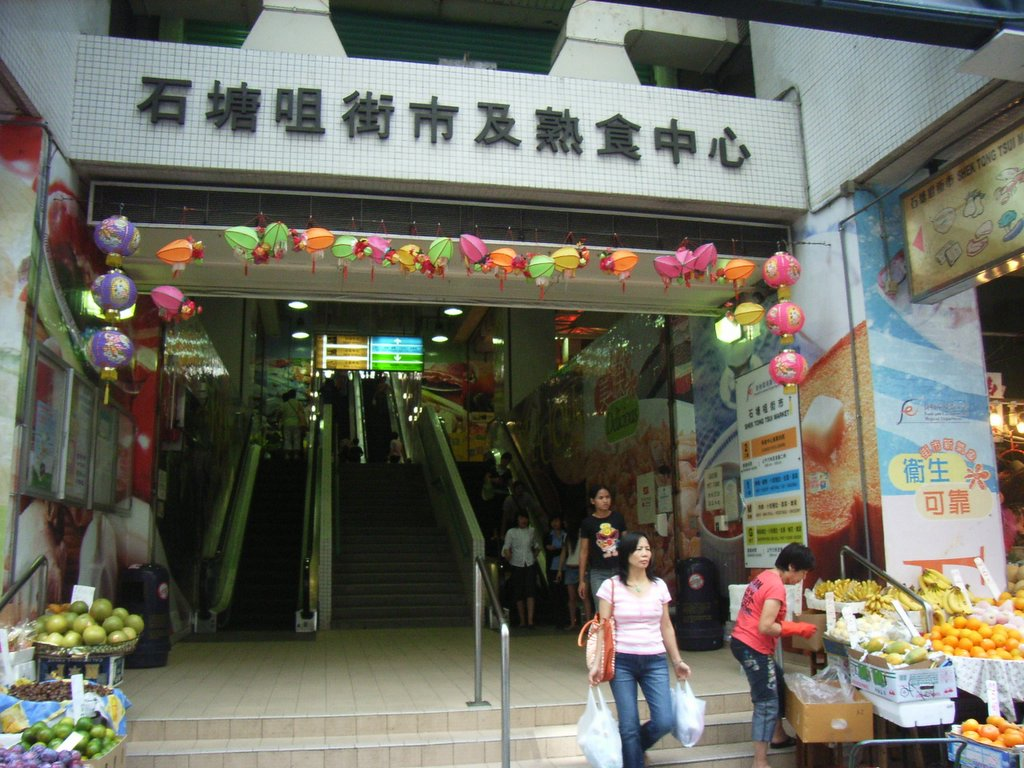
石塘咀市政大廈及熟食中心

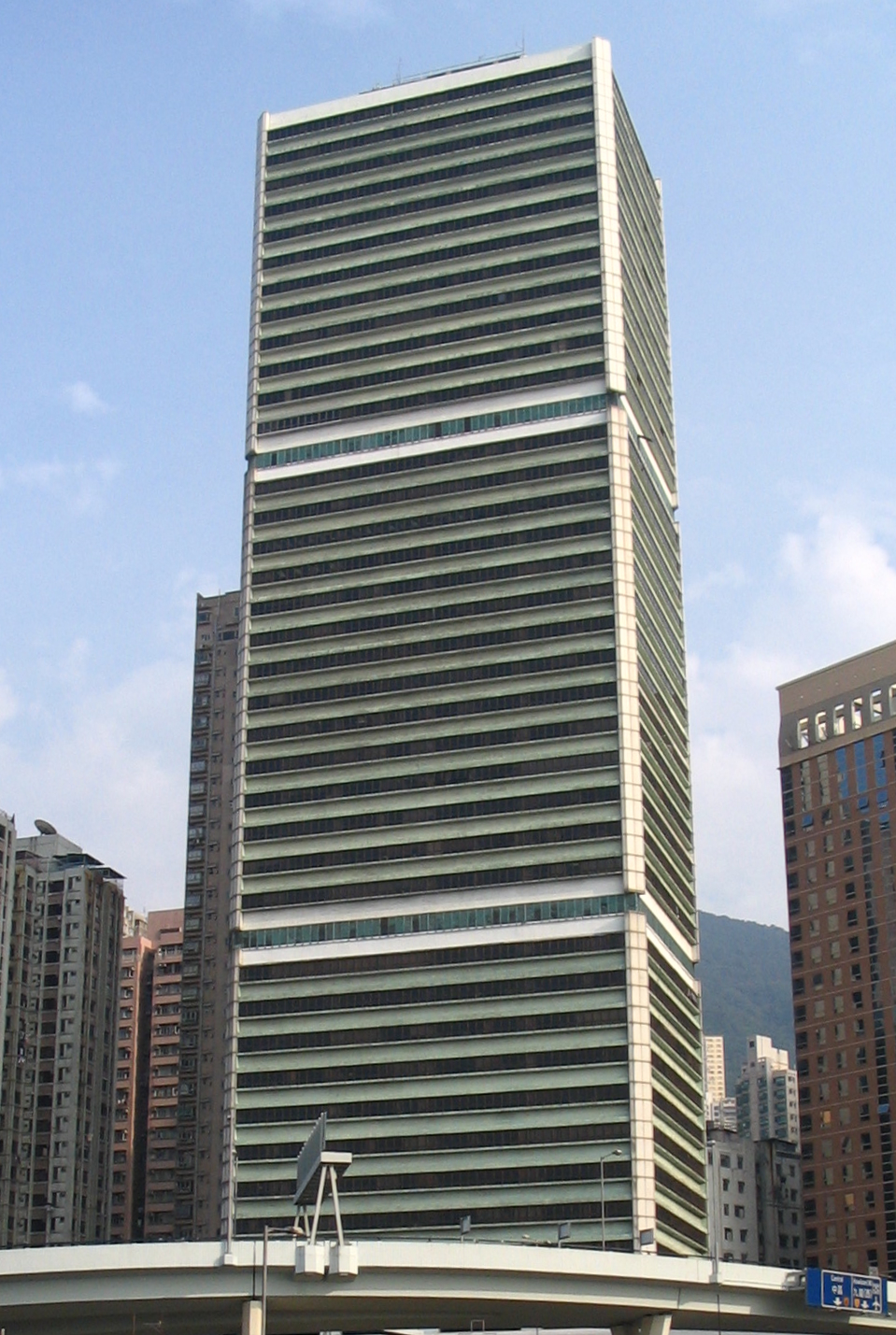
香港商業中心

清朝初期，石塘咀一帶只是一個荒蕪的山坡。正是這個原因，清代嘉慶二十四年 （ 西元一八一九年) 刊行的《新安縣誌》沒有本地區的任何記載。由於石塘嘴盛產優質的花崗岩（麻石），可作建築材料之用，吸引了一批以打石為業的惠州客家人到來開採。
1841年即開埠當年的人口普查出现「石塘嘴」作为打石工人的聚居点；當時人口有25名。至1880年，當時石塘咀已形成花崗岩石礦場，在採礦完成後，該處剩下凹陷大石塘，而向海的一段較尖而窄，狀似鳥咀，所以得到「石塘咀」此名。
早在1903年，石塘咀填海工程儘管已經完成，但該地仍然是一個荒蕪而偏遠的地方。1904年香港第13任港督彌敦抵港，剛好上環水坑口街妓寨被大火夷平。彌敦靈機一觸，下令所有妓寨一律遷至石塘咀，利用妓院開發該區。石塘咀因而名盛一時，當時石塘咀風月區有數百間妓院，「大寨」70多家，妓女近二千人，酒樓40家，而依靠妓寨維生的人更接近五萬人，遂有「塘西風月」之稱。以當時香港人口不足50萬來說，有十分之一的人都是依賴石塘咀生存。此外香港第一間戲院亦是位於石塘咀，位於德輔道西，名為太平戲院，是香港當時最大的粵劇戲院。
到1935年香港政府依隨英國法例立法禁娼，曇花一現的塘西風月暫告一段落。不過在香港日治時期，因為日軍總督部頒令所有華人妓院必須遷到石塘咀的「娛樂區」，所以石塘咀曾再度繁華起來。當時石塘咀易名為藏前區，大酒家和妓寨都相繼復業，高峰時期領有牌照的妓院有五百多家。不過當時民不聊生，能夠上妓院的只有一批日憲密偵。
政府於1980年代曾打算以地鐵港島綫連接該區，並於區內預留車站出口兩個位置，惟計劃一直停止。2005年6月當局決定開始港島綫西延的西港島綫計劃，並於石塘咀設一地鐵站，以龍虎山上的香港大學命名為大學站，但這個名稱與九廣東鐵（現稱東鐵綫）的大學站相同，因而引來了不少爭議。該車站最後命名為 香港大學站（HKU Station），香港大學站同時亦被建議為連接南區的港鐵南港島綫西段的車站。
香港電車於石塘咀的屈地街設有總站，1989年新電車車廠於石塘咀設立。

### 典故
根據香港學者陳根在《鹹濕》一文章中提及，有人推斷，鹹濕此詞語於1920至1930年代由在石塘咀工作之妓女所創造。石塘咀早年是香港色情行業其中一個集中地，妓女頗多接待位於附近碼頭工作的苦力，該等男人終日勞累而流汗，海風吹拂，皮膚結鹽，惹來一身鹹水味，故稱該等上門尋芳之急色男子為「鹹濕佬」。

## 交通

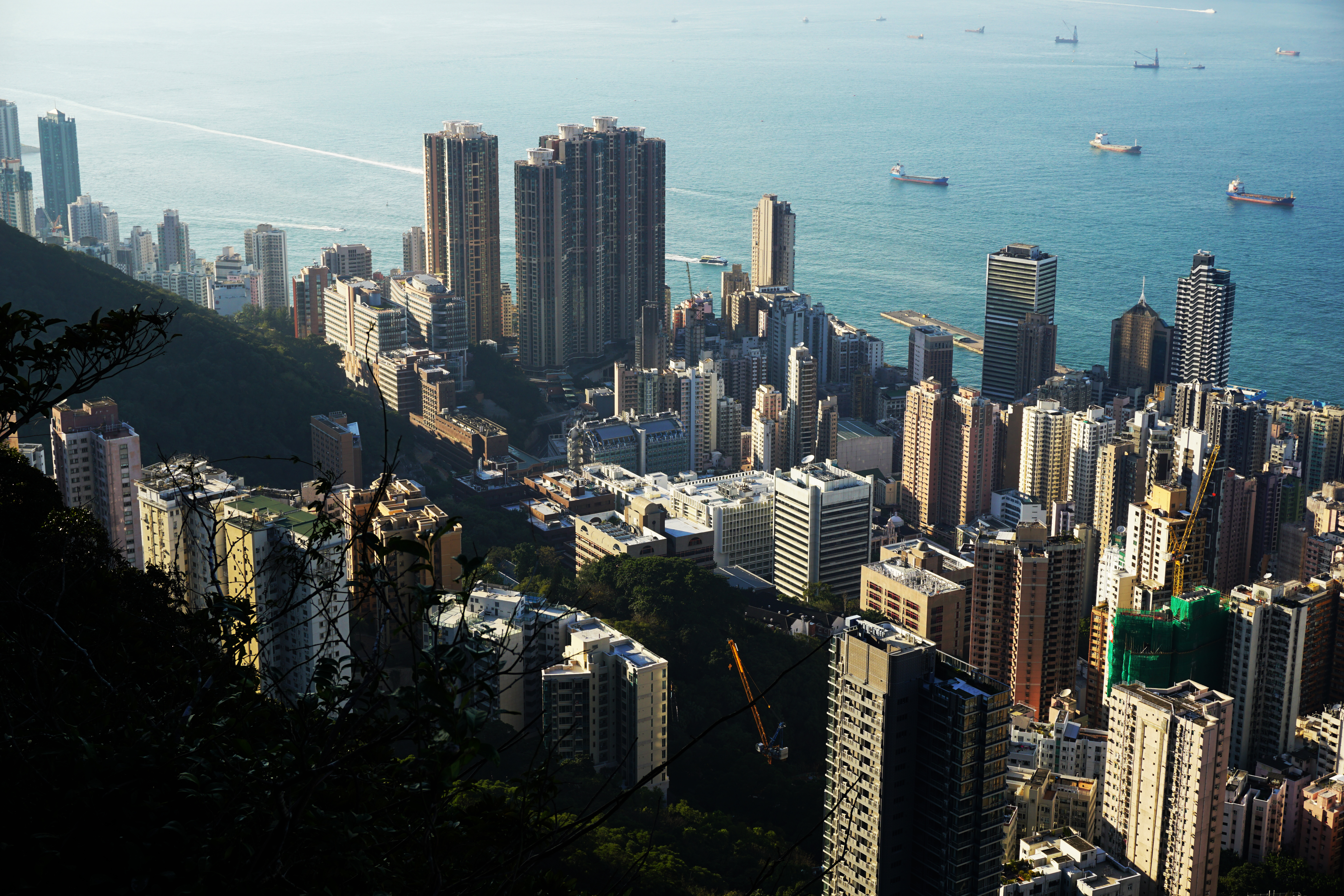
石塘咀

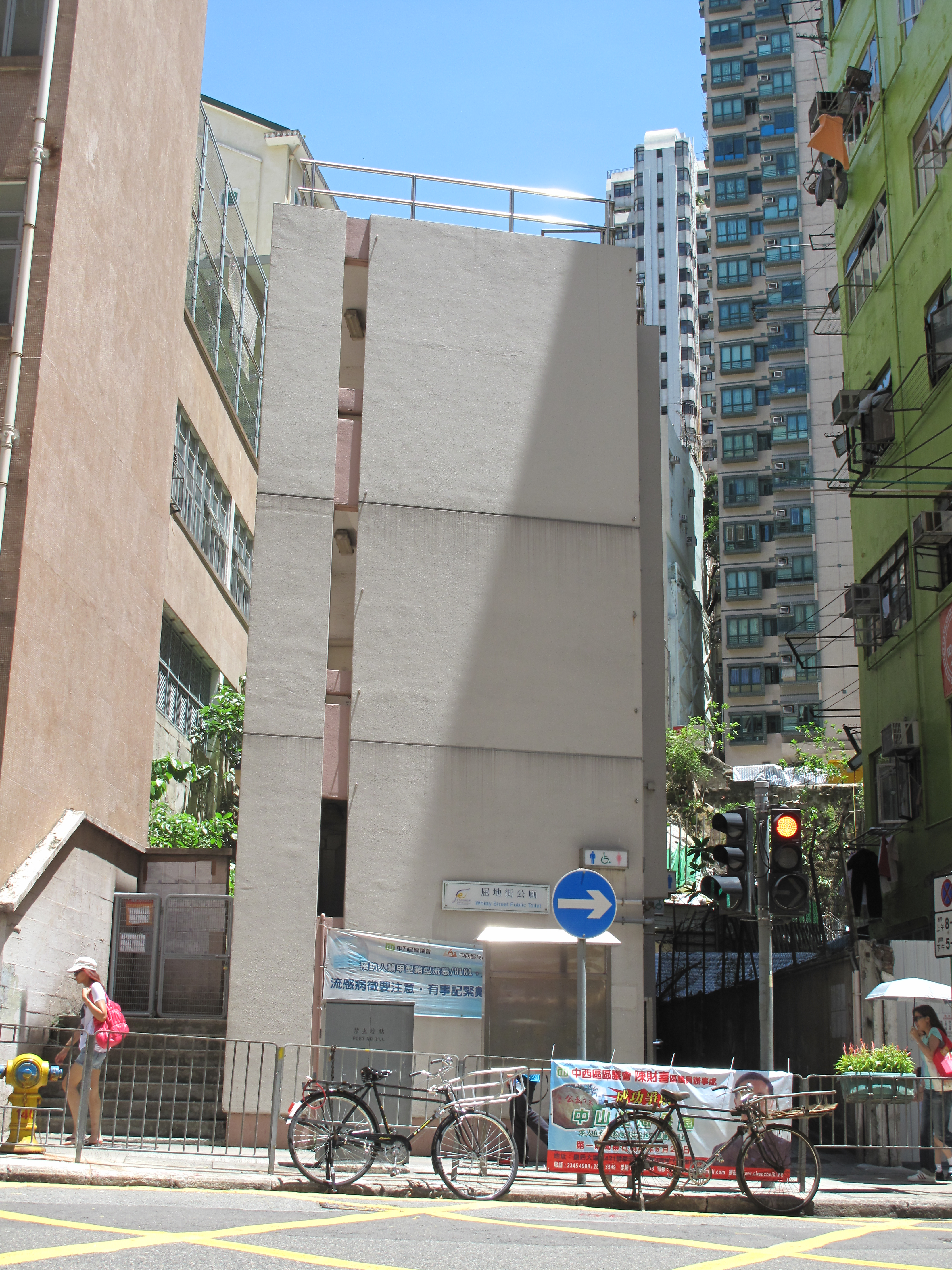
屈地街公廁已拆卸，該處現在是香港大學站B1出入口

港鐵在石塘嘴南面設有香港大學站（HKU Station），乘客可以在此乘搭港鐵港島綫，香港大學站亦被建議為連接南區的港鐵南港島綫西段的車站。香港大學站曾被稱為寶翠站（Belcher Station）、屈地站（Whitty Station）和石塘嘴站（Shek Tong Tsui Station），惟港鐵最終採用香港大學站作正式站名。
香港電車於石塘咀的屈地街設有總站。

### 主要交通幹道

#### 東西走向
- 干諾道西
- 德輔道西
- 皇后大道西
- 薄扶林道

#### 南北走向
- 西祥街／西祥街北
- 歌連臣街
- 山道
- 和合街
- 屈地街
- 嘉安街
- 慶豐里
- 水街

## 區議會議席分佈
由於西營盤與石塘咀十分相近，為方便比較，以下列表會以威利麻街、皇后大道西、東邊街、高街、薄扶林道至寶翠園、西祥街及西祥街北為範圍。
| 年度／範圍                                                                          | 2000－2003     | 2004－2007     | 2008－2011     | 2012－2015     | 2016－2019     | 2020－2023     |                |
| ----------------------------------------------------------------------------------- | -------------- | -------------- | -------------- | -------------- | -------------- | -------------- | -------------- |
| 皇后大道西以南，威利麻街、東邊街以西，山道以東 （即第一街至高街沿線範圍）           |                | 正街及水街選區 | 正街及水街選區 | 正街及水街選區 | 正街及水街選區 | 正街及水街選區 | 正街及水街選區 |
| 威利麻街以西、皇后大道西以北、般咸道、水街以東 （德輔道西沿線範圍）                 | 西營盤選區     | 西營盤選區     | 西營盤選區     | 西營盤選區     | 西營盤選區     | 西營盤選區     |                |
| 水街以西、皇后大道西以北至皇后大道西堅尼地城海旁交界 （德輔道西沿線範圍）           | 石塘咀選區     | 石塘咀選區     | 石塘咀選區     | 石塘咀選區     | 石塘咀選區     | 石塘咀選區     |                |
| 皇后大道西以南（自皇后大道西山道交界計）至西祥街及西祥街北以北 （德輔道西沿線範圍） | 寶翠選區一部分 | 寶翠選區一部分 | 寶翠選區一部分 | 寶翠選區一部分 | 寶翠選區一部分 | 寶翠選區一部分 |                |

註：以上主要範圍尚有其他細微調整（包括編號），請參閱有關區議會選舉選區分界地圖及條目。

## 外部連結
- 「香江故事共尋覓」得獎故事 （页面存档备份，存于）
- 翡翠資訊十點半 區區有段古 港島西區街道 （页面存档备份，存于）
- . 電子明周. （原始内容存档于2008-07-24）.